# Leicestershire
Leicestershire ([ˈlestəšə(r)] či [ˈlestəšɪə(r)], zkráceně Leics) je anglické nemetropolitní, ceremoniální a tradiční hrabství. Jeho administrativním centrem je město Leicester. Toto hrabství se nachází v centrální Anglii v regionu East Midlands a sousedí s hrabstvími Nottinghamshire, Lincolnshire, Rutland, Northamptonshire, Warwickshire, Derbyshire a Staffordshire.

## Symboly hrabství

### Vlajka
Vlajka hrabství byla schválena 16. července 2021. Leicestershire byl posledním z 39 tradičních hrabství bez tohoto symbolu. Žádost všech sedmi poslanců, reprezentujících hrabství, schválil Flag Institute a vlajka, kterou vytvořil Jason Saber, byla zapsána do registru vlajek Spojeného království (kód UNKG7466).
Vlajka, tvořena listem o poměru stran 3:5, zobrazuje tradiční symboly hrabství: červeno-bíle pilovité dělení vlajky pochází ze symbolů Šimona z Montfortu, 6. hraběte z Leicesteru. Stříbrný květ mochny husí je odvozen ze znaku beaumontských hrabat Leicestru. Liška (na vlajce běžící) je tradičním symbolem hrabství, používají ho města, sportovní kluby (např. i Leicester City FC) či organizace. Liška také odráží tradiční význam lovu v hrabství.
Vlajka byla poprvé oficiálně vztyčena 19. července 2021 před britským parlamentem (Westminsterský palác na Parliament Square) v Londýně (společně s vlajkami ostatních hrabství, v týdnu, kdy se slaví Den vlajek historických hrabství, který připadá na 23. července).

## Administrativní členění
Hrabství se dělí na osm distriktů:
1. Charnwood
2. Melton
3. Harborough
4. Oadby and Wigston
5. Blaby
6. Hinckley and Bosworth
7. North West Leicestershire
8. City of Leicester (unitary authority)